# کلیسای هوهانس مقدس (سهرل)
کلیسای هوهانس مقدس (ارمنی: Սուրբ Յովհաննէս Եկեղեցի) یا کلیسای سهرل یک کلیسا متعلق به کلیسای حواری ارمنی می‌باشد که در روستای سهرل، ۱۳ کیلومتری جاده آسفالته تبریز مرند و در ۳۵ کیلومتری تبریز واقع شهرستان شبستر، بخش صوفیان می‌باشد. ساخت و ساز این ساختمان در سال ۱۸۴۰ میلادی؛ به پایان رسید. این بنا به سبک معماری ارمنی طراحی شده‌است.
این اثر در تاریخ ۱ فروردین ۱۳۴۷ با شمارهٔ ثبت ۷۶۶ به‌عنوان یکی از آثار ملی ایران به ثبت رسیده‌است.
قدمت این بنا به سال ۱۸۴۰ میلادی می‌رسد که بر روی ویرانه‌های کلیسایی از سده‌های پنجم و ششم میلادی به وسیلهٔ یکی از ثروتمندان ارمنی به نام هاگوبوف و به دست معماران روسی ساخته شده‌است. این کلیسا پلانی به طول ۱۸ متر دارد. عرض آن تا جلوی صحن محراب ۷/۵متر و بعد از آن ۵/۴ متر است.

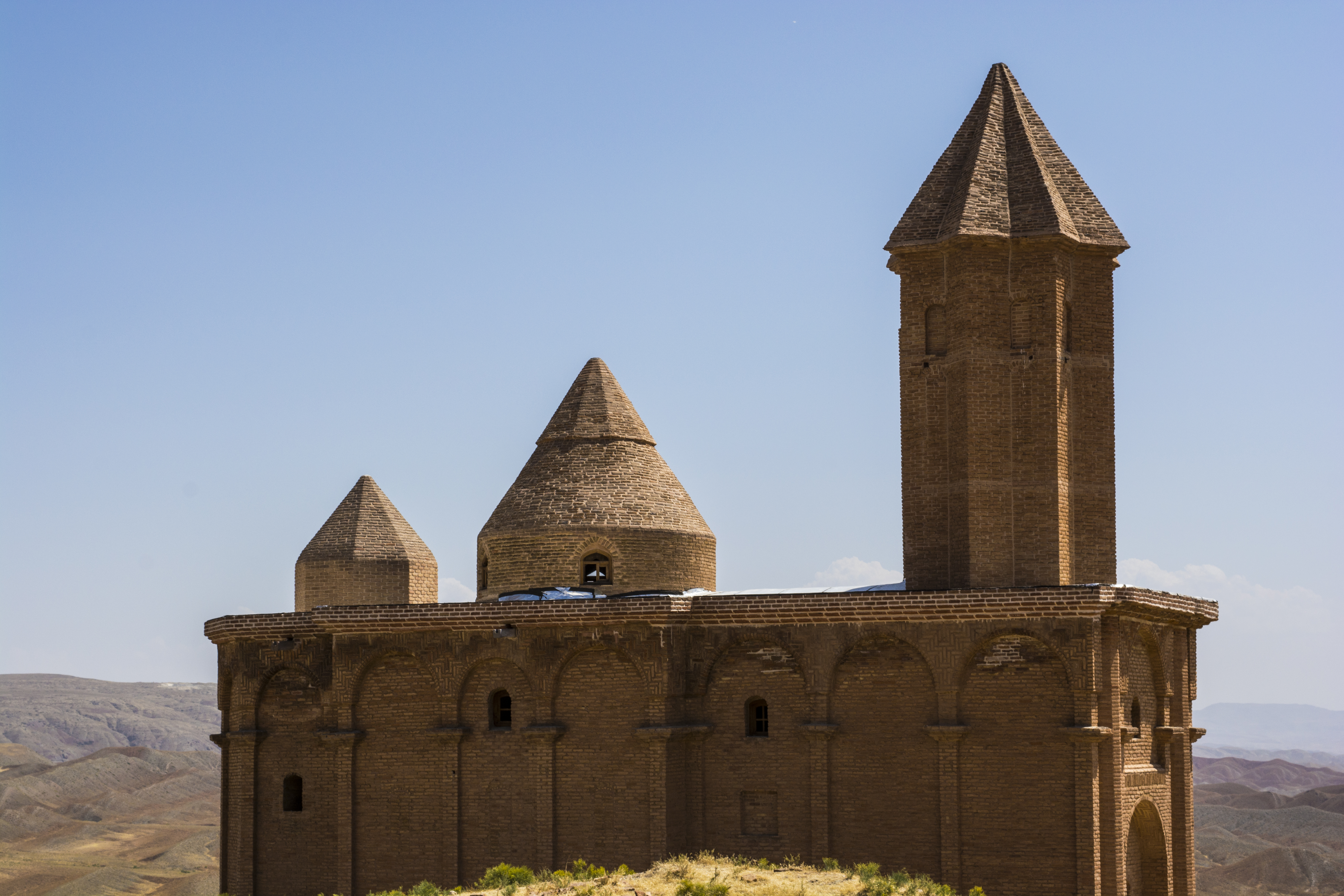

پوشش سقف کلیسا شامل سه گنبد متفاوت است: گنبد کوچک عرقچین بر روی محراب، گنبد بزرگ مخروطی با ساقه مرتفع بر روی تالار مرکزی و گنبد فضای ورودی که برج ناقوس کلیسا به گنبدی مخروطی ختم می‌گردد. مصالح عمده به کار رفته در بنا آجر است. تزیینات بنا شامل کاربندی‌های فضای زیر گنبدها و قاب‌بندی‌های دیوارهای نمای خارجی است.
بنا توسط معماران روس و فرانسوی و استادکاران آذربایجانی ساخته شده‌است و قدمت آن را به سال ۱۸۴۰ میلادی رقم زده‌اند. بنابه شکل مستطیل به ابعاد ۳۰/۶ * ۴۵/۱۸ متر است که با آجر ساخته شده و از سه قسمت ورودی، تالار مرکزی و محراب تشکیل یافته‌است. ضلع غربی بنا را، ایوان آجری آن تشکیل می‌دهد که به‌وسیلهٔ دو راه پله به برج ناقوس کلیسا که آن هم به‌صورت برجی بلند با پلان ستاره ای شکل و گنبد رک خیاری جلب توجه می‌کند، ارتباط می‌یابد. تالار مرکزی کلیسا، دارای پلان مستطیل شکل با پوشش گنبدی است. طاق مرکزی آن نیز به‌وسیلهٔ کاربندی‌های آجری به پلانی ۱۰ ضلعی تبدیل می‌شود که پایه گریو گنبد تالار بر روی آن قرار می‌گیرد. پوشش خارجی بنا به صورت گریو استوانه ای و گنبدی مخروطی خودنمایی می‌کند. طرح آجرکاری گنبد نیز از مهم‌ترین کارهای دوران قاجاریه محسوب می‌شود. محراب کلیسا در منتهی الیه ضلع شرقی بنا، با گنبد رک بر روی گریوی هشت ضلعی قرار گرفته‌است. بر روی دیوار خارجی کلیسا طاق نماهایی با طاق هلالی شکل تعبیه کرده‌اند که از یکنواختی و سادگی بنا می‌کاهد.
این کلیسا در اثر زمین‌لرزه ۱۹۳۶ به شدت آسیب‌دیده و بعد از آن واقعه درها و پنجره‌های بنا به تاراج رفته‌است ولی آنچه از آن دوران به یادگار مانده خود در شمار یکی از نفایس معماری آذربایجانی به‌شمار می‌آید.

## خاکسپاری‌ها
- سامسون‌خان[۱۷]